# Bar Ocidente

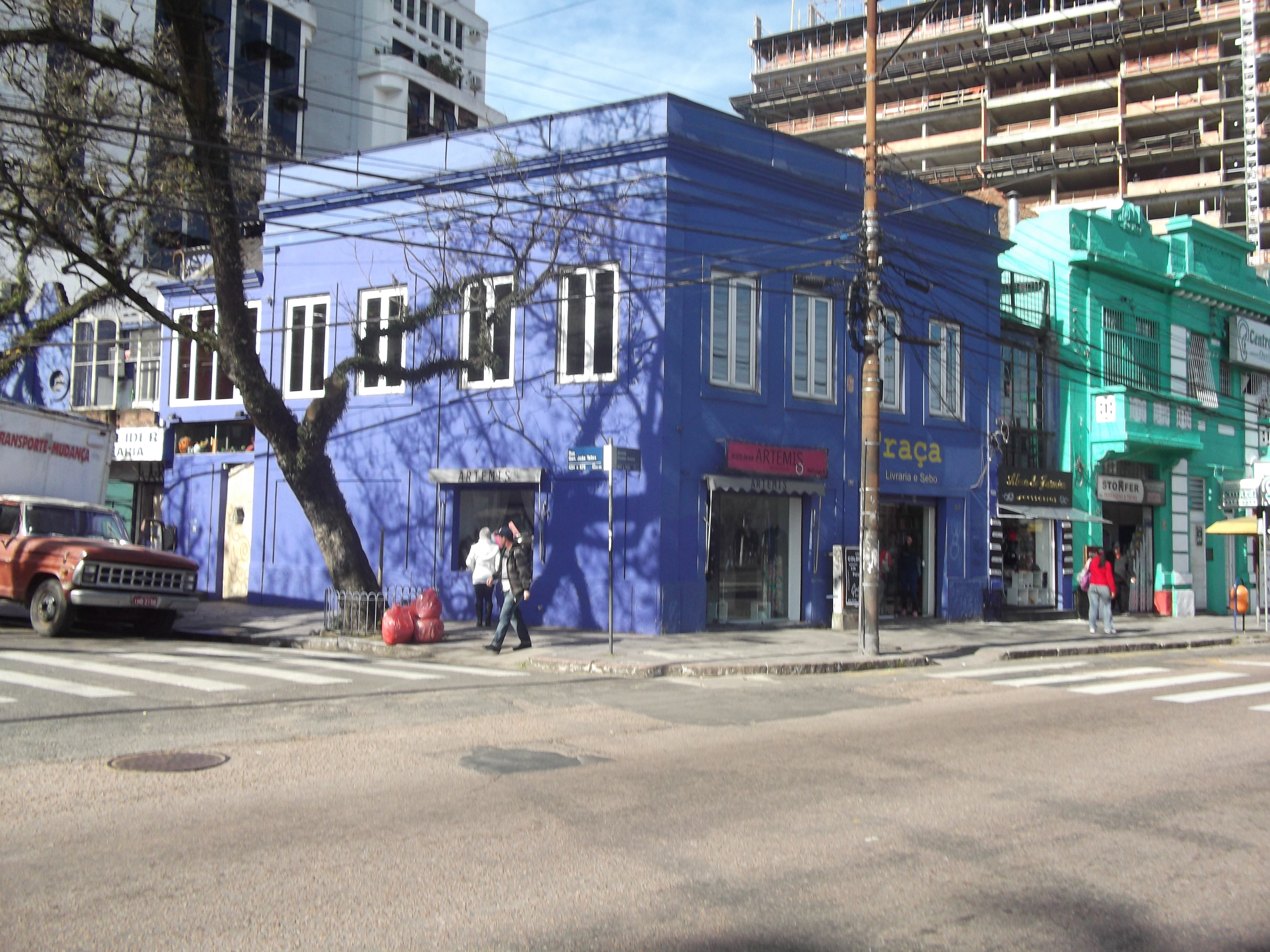
Bar Ocidente.

Le Bar Ocidente, ou simplement Ocidente, est un bar, restaurant, une salle de concert et un centre culturel situé à Porto Alegre, au Brésil. Il est également connu sous le surnom d'Oci.

## Histoire

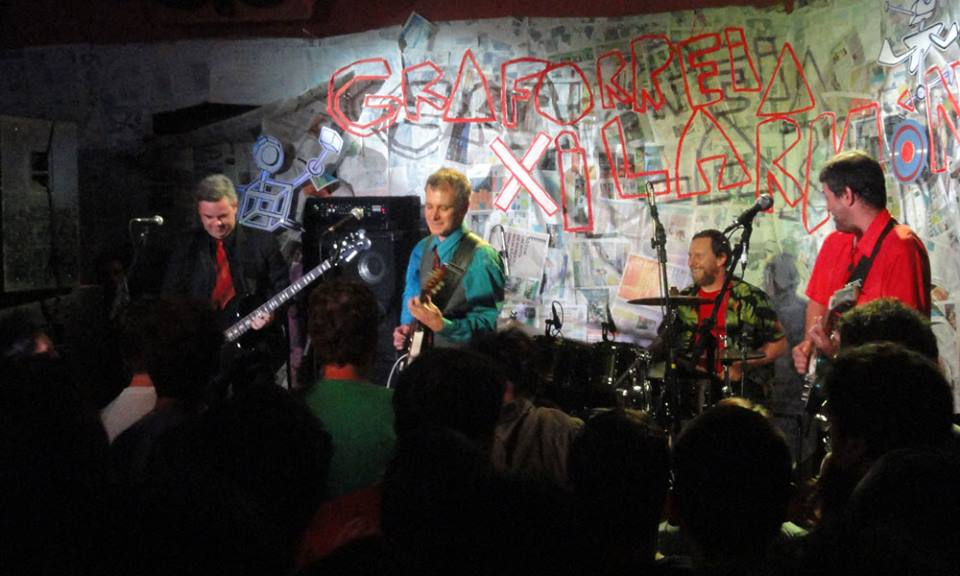
Graforréia Xilarmônica en concert au Bar Ocidente.

Situé au deuxième étage d'une demeure historique datant de 1879, à l'angle de l'Avenida Oswaldo Aranha et de la Rua João Telles, le Bar Ocidente est fondé par six associés sous la direction de Fiapo Barth, dans l'intention initiale d'être un bar et un théâtre. À l'époque, il s'appelait Bar Show Seis Amigos Ltda. et a ouvert ses portes le 3 décembre 1980 avec une représentation spontanée des membres de la troupe de théâtre Balaio de Gatos. L'endroit était plein à craquer. Le nom Ocidente a été adopté plus tard, en référence au nom d'un autre bar qui se trouvait au rez-de-chaussée de la même maison, le Bar Extremo Oriente,.
Apparu en pleine dictature militaire dans un quartier qui avait déjà une tradition de centre d'effervescence culturelle et politique, principalement en raison du grand nombre de résidents universitaires, et n'ayant pas une atmosphère conventionnelle, le lieu commence à attirer des intellectuels, artistes, étudiants et groupes bohèmes ou transgressifs qui, à l'époque, étaient marginalisés et dispersés, à un moment où Esquina Maldita, l'ancien point de rencontre du public underground, était en déclin,. Barth, le seul membre restant de la formation originale, se souvient des premiers jours : « Nous étions un bar vraiment miteux. Le sol s'est presque effondré, les toilettes étaient horribles, la bière était toujours chaude, les fenêtres étaient toujours cassées. C'était la première phase, où tout était plus créatif ».
En 1981, il commence à fonctionner pendant la journée et lance un menu végétarien pour le déjeuner, une initiative pionnière dans la ville. Au cours des premières années, le bar n'est pas en mesure de maintenir sa proposition initiale de se concentrer sur le théâtre (bien que l'intention ait été partiellement récupérée plus tard), mais il devient rapidement une discothèque — l'un des premiers centres de la culture clubber au Brésil — et met en avant les performances de groupes alternatifs, attirant un public si large que souvent tout le monde ne pouvait pas entrer, un public qui marque les années 1980 par sa protestation et sa rébellion. Les conflits avec les autres habitants du quartier sont nombreux et la police est souvent appelée à intervenir ou reste en alerte dans les environs, invoquant le bruit excessif, le trouble à l'ordre public et à la pudeur ou la présence de trafiquants de drogue. À une occasion, il fait l'objet d'une violente descente de police, ce qui a déclenché une importante controverse publique. Après un certain temps, une population punk et LGBT y a également trouvé un espace de libre expression,. Selon Nei Lisboa, « en 1980, l'Ocidente a enrichi la diversité de Bom Fim. Le quartier aurait pu s'arrêter aux tribus des années 1970 à cette époque, mais l'Ocidente a apporté beaucoup des années 1980 : Madonna, The Cure, The Smiths. Avec une ambiance mutante, pleine de nouveauté. C'est ce qui a soutenu le Bom Fim pendant cette décennie ». Dans les années 1990, il se vide en raison d'interdictions répétées et, entre 1994 et 1996, il reste fermé. À la fin de cette décennie, il est revitalisé, améliorant ses installations, renouvelant son public et diversifiant ses propositions, ouvrant son espace à des projets tels que Sarau Elétrico, consacré à la littérature et à la poésie, et Ocidente Acústico, ainsi qu'à des présentations de cinéma et à des soirées à thème devenues traditionnelles, telles que Balonê et Pulp Friction,. Son profil change au fil des ans, mais il est toujours resté caractérisé par son caractère d'espace alternatif.
L'Ocidente possède un riche folklore urbain et est considéré comme l'un des espaces culturels les plus importants de la ville,,,. Son rôle dans la réorganisation sociale, identitaire et culturelle du quartier de Bom Fim est décrit par Lucio Pedroso : « Toute cette vie bohème et culturelle active des années 1890 et 1990 n'a pas formé un mouvement culturel homogène, il n'y a eu que des trajectoires individuelles de mouvement dans un nouvel espace ouvert et des expérimentations avec celui-ci. Un groupe de bars situé près de l'université fédérale de Rio Grande do Sul, connu sous le nom d'Esquina Maldita, occupe une place de choix. C'est là que se sont développées les pratiques sociales qui ont donné le ton à l'occupation du territoire du quartier. C'est la première porte qui a donné accès, par conséquent, à la seconde, le Bar Ocidente, qui a consolidé la relation entre les nouvelles pratiques des jeunes et Bom Fim et a guidé le mouvement pour étendre le rayon d'action le long d'Oswaldo Aranha, en pénétrant dans le quartier. [...] En moins de trente ans, cette impulsion initiale a entraîné une prolifération de bars le long d'Oswaldo Aranha et de ses carrefours, atteignant les quartiers voisins et contribuant à changer la physionomie de Porto Alegre. [...] Peu à peu, le quartier est cité dans des chansons, sert de décor à des films et est connu pour sa bohème extravagante. [...] Entre bars et musique, les habitants ont fait de Bom Fim un espace de transgression. Le Bar Ocidente a joué un rôle fondamental dans cette transformation, en raison de sa relation avec l'histoire du quartier, de ses liens avec la musique de la ville et des possibilités et nouveautés qu'il offrait ».
C'est là qu'ont été révélés plusieurs groupes qui se sont ensuite fait un nom sur la scène musicale, comme Os Replicantes, DeFalla, Cascavelletes, TNT, Graforréia Xilarmônica et Aristóteles de Ananias Jr., Il fait l'objet de deux projets universitaires, Bar Ocidente : mémoire culturelle de Porto Alegre, et Accessibilité, droits culturels et préservation de la collection Bar Ocidente, qui aboutissent à la création de la collection numérique Bar Ocidente. L'histoire du bar fait l'objet d'une mini-série fictive, Ocidentes, diffusée sur TV Educativa, avec quatre épisodes consacrés aux différentes phases, réalisés par Carlos Gerbase, Fabiano de Souza, Bruno Polidoro et João Gabriel Queiroz. Le projet Sarau Elétrico est étudié dans un livre écrit par Cláudia Tajes, Cláudio Moreno, Luís Augusto Fischer et Katia Suman, et est l'un des finalistes du prix VivaLeitura 2014, promu conjointement par l'Organisation des États ibéro-américains, le ministère de la Culture, et le ministère de l'Éducation. À cette date, le projet avait donné plus de 700 présentations et touché environ 50 000 spectateurs, en accueillant comme intervenants des noms reconnus du monde de la littérature d'État et nationale. Le bâtiment n'est pas classé mais a été inscrit à l'inventaire des biens patrimoniaux de la mairie. 